# Магнітна жорсткість
Магні́тна жо́рсткість — фізична величина, що визначає вплив магнітного поля на рух зарядженої частинки.
Магнітна жорсткість {\displaystyle \xi \ } виражається відношенням «енергії» частинки до її електричного заряду:
{\displaystyle \xi ={\frac {pc}{q}}={\frac {\gamma mv}{q}},}
де
- {\displaystyle p\ } — імпульс частинки;
- {\displaystyle c\ } — швидкість світла у вакуумі;
- {\displaystyle q\ } — електричний заряд частинки;

Одиниці вимірювання магнітної жорсткості — тесла-метр (Тл·м) в СІ і статвольт або абвольт в СГС.

## Рух частинок у магнітному полі
З рівності сили Лоренца і відцентрової сили можна отримати співвідношення
{\displaystyle pc/q=BR,\ }
де {\displaystyle B\ } — індукція магнітного поля, {\displaystyle R\ } — ларморів радіус, а {\displaystyle p\ }— проєкція імпульсу на площину, перпендикулярну до напрямку поля {\displaystyle \mathbf {B} \ }. Таким чином, магнітна жорсткість чисельно дорівнює
{\displaystyle \xi ={\frac {pc}{q}}=BR.}
Частинки з однаковою жорсткістю будуть рухатися по однакових траєкторіях.